# Momotidae
Momotidae là một họ chim trong bộ Coraciiformes. Tất cả các loài trong họ này sống giới hạn trong các khu rừng ở vùng tân nhiệt đới, và đa dạng sinh học lớn phân bố ở Trung Mỹ. Chúng có bộ lông vũ sặc sở và mỏ nặng. Tất cả các loài, trừ Hylomanes momotula, có lông đuôi tương đối dài.

## Phân loại học
Họ Momotidae
- Chi Hylomanes
  - Hylomanes momotula
- Chi Aspatha
  - Aspatha gularis
- Chi Momotus
  - Momotus mexicanus
  - Momotus momota
- Chi Baryphthengus
  - Baryphthengus martii
  - Baryphthengus ruficapillus
- Chi Electron
  - Electron carinatum
  - Electron platyrhynchum
- Chi Eumomota
  - Eumomota superciliosa